# All in the Name of Love (Atlantic Starr)
All in the Name of Love è un album del gruppo musicale statunitense Atlantic Starr, pubblicato il 31 marzo 1987.

## Descrizione
L'album, pubblicato dalla Warner su LP, musicassetta e CD, è prodotto dai fratelli David e Wayne Lewis, membri del gruppo che curano gli arrangiamenti e sono autori unici di 8 dei 12 brani complessivi.
Dal disco vengono tratti 5 singoli, il primo dei quali, Always, si rivela un successo internazionale.

## Tracce
1. One Lover at a Time
2. You Belong with Me
3. Females
4. Don't Take Me for Granted
5. Always
6. Armed and Dangerous (presente solo nella versione CD)
7. Let the Sun In
8. Thankful
9. I'm in Love (presente solo nella versione CD)
10. All in the Name of Love
11. My Mistake
12. Interlude